# Kaizoku Sentai Gokaiger
Kaizoku Sentai Gokaiger (jap. 海賊戦隊ゴーカイジャー Kaizoku Sentai Gōkaijā; Piracki Oddział Bojowy Gokaiger) – japoński serial z gatunku tokusatsu z roku 2011. Jest jubileuszowym, trzydziestym piątym serialem z sagi Super Sentai stworzonym przez Toei Company. Podobnie jak pozostałe Sentai, był emitowany na kanale TV Asahi. Liczył 51 odcinków. Pierwszy odcinek pojawił się 13 lutego 2011, ostatni pokazano 19 lutego 2012. Serial Gokaiger był emitowany w Korei Południowej pod nazwą Power Rangers Captain Force.
W 2014 roku serial został zaadaptowany na Power Rangers Super Megaforce, który jest kontynuacją Power Rangers Megaforce. 
Slogan serii to Zróbmy przedstawienie! (派手に行くぜっ！ Hade ni ikuze!).

## Fabuła
Grupka kosmicznych piratów ma zamiar zdobyć Największy Skarb Wszechświata. By uzyskać do niego dostęp muszą zebrać sekretne moce 34 drużyn Sentai. Bohaterowie zostają zaatakowani przez Kosmiczne Cesarstwo Zangyack, które niegdyś zostało pokonane przez owe 34 drużyny, które by tego dokonać poświęciły swoje moce. Moce te przekształciły się w Klucze Wojowników, które dają tytułowym bohaterom możliwość przemiany w każdego wojownika w Sentai. Gokaigersi muszą pokonać Zangyack i zdobyć upragniony skarb. Podczas swojej przygody napotykają na swoich poprzedników.

## Gokaigersi
- Kapitan Wspaniały (jap. キャプテン・マーベラス Kyaputen Māberasu; Captain Marvelous) / Gokai Czerwony (jap. ゴーカイレッド Gōkai Reddo; Gokai Red) – młody kapitan Gokai Galeona. Przed zostaniem piratem mieszkał na planecie okupowanej przez Zangyack. Nie miał wtedy pojęcia o Największym Skarbie Wszechświata. Któregoś dnia postanowił zrabować skarbiec kosmitów i wtedy spotkał się z Aka Czerwonym. Wspólnie z nim oraz tajemniczym Basco ta Jolokią stworzyli Gang Czerwonych Piratów. Basco zdradził grupę i postanowił zabić Wspaniałego, jednak przeszkodził mu w tym Aka Czerwony, który został przez niego zabity. Wspaniały obiecał Aka Czerwonemu, że będzie kontynuował poszukiwania Największego Skarbu Wszechświata. Nie wiedząc, gdzie on jest postanowił przyłączyć do siebie grupkę śmiałków, którzy również do niego dążyli. Przywódca w gorącej wodzie kąpany, często nie pomyśli przed zrobieniem czegoś. Mimo swojej złej strony jest bardzo odpowiedzialny za swoich kompanów, za których oddałby życie, tak jak Aka Czerwony. Jako Gokai Czerwony jest dowódcą Gokaigersów i może przemienić się w każdego czerwonego wojownika w Sentai, jak i w wojowników z innymi kolorami. W walce preferuje połączenie miecz-pistolet.
  - Broń: Mobilate, Gokai Szabla, Gokai Pistolet
  - Maszyny: Gokai Galeon
  - Cena: 1,5 mln. Zaginów (1-3), 3 mln. Zaginów (3-15), 5 milionów Zaginów (15-38), nieograniczona (38-51, jego porywacz mógł zażądać czego tylko by zapragnął)

- Joe Gibken (jap. ジョー・ギブケン Jō Gibuken) / Gokai Niebieski (jap. ゴーカイブルー Gōkai Burū; Gokai Blue) – pierwszy mat i zastępca Wspaniałego, ponadto rozumie go najlepiej z całej załogi. Bardzo cicha i tajemnicza osoba, woli robić niż mówić. W przeszłości należał do wojsk Zangyack, jednak na pierwszej misji otrzymał rozkaz zabicia dzieci. To spowodowało, że Joe zdradził Zangyack i został wtrącony do więzienia, z którego pomógł mu się wydostać Sid Bamick – inny oficer wojsk kosmitów. Niestety Sid ginie a Joe ucieka i jest poszukiwany listem gończym. Został złapany po podwyższonej cenie i skazany na śmierć. Z egzekucji wybawił go Wspaniały, do którego Joe dołączył jako pierwszy. Młodzieniec postanowił pomścić swojego przyjaciela, jednak odkrył, że Sid został wskrzeszony jako Barizorg. Joe po wielu próbach powstrzymania się od walki z nim postanawia zerwać z przeszłością i pokonać Barizorga. Jako Gokai Niebieski jest zastępcą dowódcy i może przemienić się w każdego niebieskiego wojownika w Sentai, jak i w wojowników z innymi kolorami. Mistrz szermierki, w walce preferuje używanie dwóch szabli, więc wymienia się najczęściej z Doktorkiem. W jednym z odcinków Joe do walki stosował aż 5 szabli.
  - Broń: Mobilate, Gokai Szabla, Gokai Pistolet
  - Maszyny: Gokai Samolot
  - Cena: 1 mln. Zaginów (1-3), 2 mln. Zaginów (3-15), 4 mln. Zaginów (15-38), 8 mln. Zaginów (38-51)

- Luka Millfy (jap. ルカ・ミルフィ Ruka Mirufi) / Gokai Żółty (jap. ゴーカイイエロー Gōkai Ierō; Gokai Yellow) – chłopczyca, pełni rolę obserwatora. Żyła w ogromnej biedzie opiekując się sierotami na planecie okupowanej przez Zangyack. Chciała stworzyć im miejsce do życia w harmonii, nawet, gdyby była nim cała planeta. Wtedy poznała wartość pieniądza i odtąd ryzykując swoje życie postanowiła je zdobywać. Niedługo potem zmarła jej siostra i Luka zajęła się kradzieżą kryształów energetycznych należących do Zangyack. Któregoś razu została przyłapana przez kosmitów, jednak z opresji wybawili ją Wspaniały i Joe. Z początku nie chciała do nich dołączyć, jednak gdy dowiedziała się o Najwspanialszym Skarbie Wszechświata, postanowiła w końcu to zrobić. W tym czasie zbierała cenne kamienie szlachetne i minerały do swojej kolekcji. Każdej nocy spogląda w niebo szukając spadających gwiazd. Pomaga jej to w ćwiczeniu refleksu podczas walki. Jako Gokai Żółty jest zdolna do przemiany we wszystkich żółtych wojowników w Sentai, jak i herosów w innych kolorach. Podobnie jak Joe, Luka preferuje walkę dwoma szablami, więc wymienia się najczęściej z Ahim.
  - Broń: Mobilate, Gokai Szabla, Gokai Pistolet
  - Maszyny: Gokai Ciągnik
  - Cena: 300 tys. Zaginów (1-3), 750 tys. Zaginów (3-15), 1,5 mln. Zaginów (15-38), 3 mln. Zaginów (38-51)

- Don Doggoier (jap. ドン･ドッゴイヤー Don Doggoiyā) / Gokai Zielony (jap. ゴーカイグリーン Gōkai Gurīn; Gokai Green) – pozornie tchórzliwy mechanik, sprzątacz i kucharz. Nazywany przez załogę „Doktorkiem” (jap. ハカセ Hakase) z powodu swoich talentów manualnych. Swoją odwagę pokazuje tylko wtedy, gdy jego przyjaciele są w niebezpieczeństwie. Doktorek prowadził mały warsztat, do którego zawinął kiedyś Gokai Galeon. Doktorek również sprzeciwiał się Zangyack więc po naprawie statku, dołączył do grupy. Najczęściej przebywa z Luką za którą zwykle się chowa, oraz Ahim, która podobnie jak on jest nowicjuszką. Podczas pobytu na Ziemi i walce z Zangyack, Doktorek stał się bardziej pewny siebie i mniej tchórzliwy niż był. Zaprzyjaźnił się z Gaiem Ikari. Postanowił zażartować z pozostałych i oznajmił, że jest bohaterem, który kiedyś zabił smoka. W końcu załoga poznała, że to żart. Jednak kiedy Wspaniały został porwany przez Damarasa, Doktorek postanowił oczyścić się z kłamstwa i uratować Wspaniałego. Pokonał Damarasa a jego cena wzrosła aż 30 razy. Jako Gokai Zielony jest zdolny do przemiany głównie w zielonych i czarnych wojowników w Sentai, jak i herosów w innych kolorach. Pod przykrywką totalnego łamagi, Doktorek w walce wykorzystuje swój spryt oraz różne sztuczki. Preferuje walkę dwoma pistoletami, więc wymienia się najczęściej z Joe.
  - Broń: Mobilate, Gokai Szabla, Gokai Pistolet
  - Maszyny: Gokai Wyścigówka
  - Cena: 100 Zaginów (1-3), 1000 Zaginów (3-15), 5000 Zaginów (15-38), 10 tys. Zaginów (38-44), 300 tys. Zaginów (44-51). Doktorek i Gai mieli zawsze najniższą cenę ze wszystkich Gokaigersów.

- Ahim de Famille (jap. アイム・ド・ファミーユ Aimu do Famīyu) / Gokai Różowy (jap. ゴーカイピンク Gōkai Pinku; Gokai Pink) – miła i wyrachowana młoda księżniczka planety zniszczonej przez Zangyack. Postanowiła jako czwarta dołączyć do załogi Gokai Galeona by przywrócić ocalałym wolę walki z najeźdźcą. Początkowo ze względu na swoje pochodzenie Ahim miała problemy w odnalezieniu się w nowym towarzystwie. Była niezdarą nie wykazującą żadnych zdolności bojowych i myślała najwolniej ze wszystkich. W przeciwieństwie do jej kompanów, Ahim stara się rozwiązywać spory pokojowo. Pełni funkcję dyplomaty i negocjatora załogi. Jako Gokai Różowy jest zdolna do przemiany we wszystkich różowych wojowników w Sentai, a także w tych z innymi kolorami (głównie białych). Podobnie jak Doktorek, preferuje walkę dwoma pistoletami więc wymienia się najczęściej z Luką.
  - Broń: Mobilate, Gokai Szabla, Gokai Pistolet
  - Maszyny: Gokai Łódź
  - Cena: 500 tys. Zaginów (1-3), 1 mln. Zaginów (3-15), 2 mln. Zaginów (15-38), 4 mln. Zaginów (38-51). Jej wysoka cena jest spowodowana jej statusem społecznym.

- Gai Ikari (jap. 伊狩 鎧 Ikari Gai) / Gokai Srebrny (jap. ゴーカイシルバー Gōkai Shirubā; Gokai Silver) – jedyny Ziemianin w drużynie. Debiutuje w odcinku 18, lecz pojawił się w przemienionej postaci na kilka sekund już w filmie Gokaiger vs. Goseiger. Fan Super Sentai, wie wszystko o poprzednich 34 drużynach. Jest to bardzo dziecinny i wesoły człowiek. Kiedy ratując dziewczynkę został potrącony przez ciężarówkę, w jego śnie pojawiają się duchy Mikoto Nakadaia, Smoczego Rangera i Time Ognistego. Trójka ta daje mu moc przemiany w szóstego Gokaigersa, jak i Sekrety ich drużyn. Początkowo Wspaniały nie chciał przyjąć go do drużyny. Uważał, że Gai nie wie co to znaczy być wrogiem Zangyack i że nie przyniesie nic nowego do załogi. Spowodowało to, że Gai postanowił pomóc ekipie w pokonaniu kosmitów. Świetnie dogaduje się z Doktorkiem. Jako że jest fanem Super Sentai, kiedykolwiek spotka Legendę chce otrzymać jego/jej autograf. Jego zdolności bojowe są prawie równe Joe i gotuje tak dobrze jak Doktorek. Jako Gokai Srebrny posiada zdolność przemiany we wszystkich szóstych wojowników w Sentai, a także w tych pozostałych. Gai może przejść w Złotą Formę używając specjalnego klucza posiadającego w sobie moce 15 szóstych wojowników. Gai w walce używa także swojej bujnej wyobraźni – łączy czasem moc dwóch kluczy w jedną. W ostatnim odcinku zabija Akudosa Gila i odlatuje wraz z pozostałymi Gokaigersami w kosmos.
  - Broń: Gokai Cellular, Gokai Włócznia, Złota Forma
  - Maszyny: GōJūJin
  - Cena: 100 tys. Zaginów (18-38), 300 tys. Zaginów (38-51). Doktorek i Gai mieli zawsze najniższą cenę ze wszystkich Gokaigersów.

### Pomocnicy
- Navi (jap. ナビィ Nabī) – mechaniczna papuga należąca niegdyś do Aka Czerwonego. Wraz ze swym panem oraz Wspaniałym i Basco Navi należał niegdyś do Gangu Czerwonych Piratów. Po śmierci Aka Czerwonego, Navi dołącza do załogi Gokai Galeona. Zangyack wystawiło za niego cenę 50 Zaginów. W ostatnich odcinkach okazuje się, że Navi jest stworzonym przez Aka Czerwonego portalem do jaskini, w której trzymany jest Największy Skarb Wszechświata, zaś zablokowany on jest kłódkami, które mogą otworzyć jedynie klucze czerwonych wojowników z Sekretami wszystkich drużyn Sentai.

### Arsenał
- Mobilate (jap. 変身携帯モバイレーツ Henshin Keitai Mobairētsu) – specjalny telefon komórkowy, moduł transformacji pierwszej piątki. Pozwala im na przemianę w Gokaigersów, jak i w wojowników z poprzednich serii.

- Gokai Szabla (jap. ゴーカイサーベル Gōkai Sāberu; Gokai Sabre) – szable Gokaigersów. Wojownicy mogą wymieniać się bronią np. walczyć dwoma Gokai Szablami. Obsługuje klucze wojowników i pozwala na atak Final Wave. Dwoma szablami walczą najczęściej Gokai Niebieski i Gokai Żółty. Gokai Czerwony walczy jednocześnie pistoletem i szablą.

- Gokai Pistolet (jap. ゴーカイガン Gōkai Gan; Gokai Gun) – broń palna Gokaigersów, przypomina pistolet skałkowy. Wojownicy mogą wymieniać się bronią np. walczyć dwoma Gokai Pistoletami. Obsługuje klucze wojowników i pozwala na atak Final Wave. Dwoma pistoletami walczą najczęściej Gokai Zielony i Gokai Różowy. Gokai Czerwony walczy jednocześnie pistoletem i szablą.

- Gokai Cellular (jap. 変身携帯ゴーカイセルラー Henshin Keitai Gōkai Serurā) – specjalny telefon komórkowy, moduł przemiany w Gokai Srebrnego oraz innych wojowników. Dodatkowo może wzywać GōJūJina.

- Gokai Włócznia (jap. ゴーカイスピア Gōkai Supia; Gokai Spear) – broń Gokai Srebrnego, posiada trzy tryby. Tryb Włóczni przypomina trójząb i jest podstawowym modem. Tryb Karabinu przekształca broń w karabin laserowy. Ostatni – Tryb Kotwicy przekształca broń w lancę zakończoną ostrzem przypominającym kotwicę, jednak żeby go użyć, Gokai Srebrny musi przejść w Złotą Formę.

- Złota Forma (jap. ゴールドモード Gōrudo Mōdo; Gold Mode) – specjalna forma Gokai Srebrnego, w której używa mocy piętnastu Szóstych Wojowników. Ubiera wtedy złotą zbroję na której widnieją podobizny hełmów tych wojowników oraz w niewielkim stopniu przekształca mu się hełm. W tej formie wojownik walczy Gokai Włócznią w Trybie Kotwicy. Gai używa tej formy głównie do ostatecznej rozprawy z oficerem dowodzącym.

- Gokai Galeon Buster (jap. ゴーカイガレオンバスター Gōkai Gareon Basutā) – jest to nowa ostateczna broń Gokaigersów. Z wyglądu przypomina Gokai Galeona, a z zasad działania Ole Bazookę używaną przez Ohrangersów. Ponadto broń ta jest sekretem kluczy owej drużyny. By wystrzelić pocisk, piątka Gokaigersów musi wsadzić do tej broni swoje klucze.

- Super Sentai Bazooka (jap. スーパー戦隊バズーカ Sūpā Sentai Bazūka) – specjalna broń, pojawiła się tylko w filmie Gokaiger vs. Goseiger, gdzie była użyta przez obydwie drużyny. Użyta w niej była moc wszystkich wojowników w Sentai oprócz Ninjamana, Aka Czerwonego oraz Gokai Srebrnego (który zadebiutował dopiero pod koniec filmu).

## Mechy

### Główne
- Gokaiō (jap. ゴーカイオー Gōkaiō) – połączenie maszyn pierwszej piątki Gokaigersów. Robot jest uzbrojony w dwie szable oraz działo umieszczone wewnątrz torsu. Jego ostateczny atak to zmasowany wystrzał wszystkich dział umieszczonych wewnątrz maszyny.
  - Gokai Galeon (jap. ゴーカイガレオン Gōkai Gareon; Gokai Galleon) – trójmasztowiec należący do Gokai Czerwonego, baza Gokaigersów. Statek uzbrojony jest w taran i działa. Trzyma w sobie cztery pozostałe maszyny w sposób podobny do lalki matrioszki. Formuje głowę i tors Gokaiō.
  - Gokai Samolot (jap. ゴーカイジェット Gōkai Jetto; Gokai Jet) – samolot Gokai Niebieskiego. Formuje hełm i prawą rękę Gokaiō.
  - Gokai Ciągnik (jap. ゴーカイトレーラー Gōkai Torērā; Gokai Trailer) – ciężarówka Gokai Żółtego. Formuje lewą nogę Gokaiō.
  - Gokai Ścigacz (jap. ゴーカイレーサー Gōkai Rēsā; Gokai Racer) – samochód wyścigowy Gokai Zielonego. Formuje lewą rękę Gokaiō.
  - Gokai Łódź (jap. ゴーカイマリン Gōkai Marin; Gokai Marine) – łódź podwodna Gokai Różowego. Formuje prawą nogę Gokaiō.
- Gōjūjin (jap. 豪獣神)
  - Gōjū Gokaiō (jap. 豪獣ゴーカイオー Gōjū Gōkaiō)

### Dodatkowe maszyny i połączenia
- Magi Smok (jap. マジドラゴン Maji Doragon; Magi Dragon) - sekret kluczy Magirangersów. Jest to inna, czerwona wersja Magi Smoka występującego w Magiranger.
  - Magi Gokaiou (jap. マジゴーカイオウ Magi Gōkaiō) - połączenie Gokaiou i Magi Smoka, którego części są schowane wewnątrz Gokaiou, a dokładniej w drzwiach na kule i armatę. Magi Smok może się odłączyć od Gokaiou. Jego ostatecznym atakiem jest Gokai Magi Związanie. Pierwszy raz uformowany w 3 odcinku.

- Patstriker (jap. パトストライカー Patosutoraikā) - sekret kluczy Dekarangersów. Jest to nieco inna wersja Patstrikera występującego w Dekaranger.
  - Deka Gokaiō (jap. デカゴーカイオウ Deka Gōkaiō) - połączenie Gokaiou i Patstrikera, którego części są schowane w drzwiczkach na kule i armatę. Części Patstrikera umieszczone w rękach robota mogą zostać wyjęte i użyte przez Gokaiou jako pistolety. Jego ostatecznym atakiem jest Gokai Full Blast. Pierwszy raz uformowany w 5 odcinku.

- Gao Lew (jap. ガオライオン Gao Raion; Gao Lion) - sekret kluczy Gaorangersów, inna wersja oryginalnego Gao Lwa występującego w Gaoranger. Może się połączyć z Gokaiou w Gao Gokaiou, a potem zmienić tryb na Shinken Gokaiou.
  - Gao Gokaiou (jap. ガオゴーカイオウ Gao Gōkaiō) - połączenie Gokaiou i Gao Lwa, który wchodzi w miejsce nóg robota. Formacja ta przypomina Gao Centaura - Gao Lew pełni tutaj funkcję "konia" dla Gokaiou. Jego ostatecznym atakiem jest Gokai Serce Zwierząt. Pierwszy raz uformowany w 9 odcinku.
  - Shinken Gokaiō (jap. シンケンゴーカイオウ Shinken Gōkaiō) - sekret kluczy Shinkengersów, druga forma Gao Gokaiou. Gao Lew transformuje się w nogi, tors i wnętrze rąk. Formacja przypomina Shinkenou, ponieważ są ukazane symbole Shinkengersów. Robot jest uzbrojony w Gokai Naginatę, a jego atakiem ostatecznym jest Gokai Cięcie Samuraja. Pierwszy raz uformowany w 12 odcinku.

- Variblune (jap. バリブルーン Bariburūn) - sekret kluczy Gorangersów, podobny do psa helikopter o czterech śmigłach, który był pierwszą maszyną powietrzną Gorangersów. Odbudowany, jest identyczny z wersją z Goranger. Może połączyć się z Gokaiou w Goran Gokaiou. 
  - Goran Gokaiō (jap. (ゴレンゴーカイオウ Goren Gōkaiō) - połączenie Gokaiou i Variblune'a. Ten drugi przyczepia się do pleców tworząc dwa duże skrzydła z wirnikami. Jego ostatecznym atakiem jest potężne cięcie w kształcie litery W zwane Gokai Huraganem Kasjopei. Pierwszy raz uformowany w filmie.

- Fuuraimaru (jap. 風雷丸 Fūraimaru) - sekret kluczy Hurricangersów i Gouraigersów, zielona wersja oryginalnego Fuuraimaru występującego w Hurricanger, która wyglądem przypomina również Tenkuujina. Może się połączyć z Gokaiou w Hurricane Gokaiou.
  - Hurricane Gokaiō (jap. ハリケンゴーカイオウ Hariken Gōkaiō) - połączenie Gokaiou i Fuuraimaru, którego części wchodzą do wewnętrznych skrzyń Gokaiou oraz formują mu nowy hełm. Robot jest uzbrojony we 2 szurikeny - jeden większy z czterema ostrzami i drugi, mniejszy, z trzema. Jego ostatecznym atakiem jest Gokai Atak Burzy. Pierwszy raz uformowany w 26 odcinku.

- Machalcon (jap. マッハルコン Mahharukon) - sekret kluczy Go-Ongersów, trzynasty Engine i syn Speedora i BeaRV.  
  - Go-On Gokaiō (jap. ゴーオンゴーカイオウ Gōon Gōkaiō)
  - Ostateczny Gokaiō (jap. 完全ゴーカイオウ Kanzen Gōkaiō)

## Klucze Wojowników i Sekretne Moce
Kiedy 34 drużyny wojowników Sentai poświęciły swoje moce by pokonać wojska Zangyack, trafiły one do kosmosu i przekształciły się w podobne do wojowników figurki-klucze zwane Kluczami Wojowników (jap. レンジャーキー Renjā Kī). Przed akcją serialu Aka Czerwony pozbierał wszystkie Klucze Wojowników i schował je w specjalnej skrzyni. Kiedy Basco ta Jolokia zdradził kompanów ukradł Klucze Dodatkowych Herosów. Wspaniały zaś objął pieczę nad pozostałymi. Każdy Gokaiger za pomocą tych kluczy może przemienić się w każdego dawnego wojownika/wojowniczki bez względu na płeć i kolor; ponadto wtedy może używać jego/jej broni. Dodatkowo może wsadzić klucz do specjalnych cylindrów w Gokai Szabli i Gokai Pistolecie aby wykonać atak zwany Falą Ostateczną.
By zdobyć Największy Skarb Wszechświata, Gokaigersi muszą zdobyć 34 Wyższe Moce Drużyn (jap. 34の大いなる力 Sanjū-yon no Ōinaru Chikara), zwane Sekretami. Każda dawna drużyna posiada jeden. Nie wszystkie te moce zostały użyte w serialu. W ostatnim odcinku Wspaniały odlatując z Ziemi wysypuje wszystkie Klucze Wojowników, po czym wracają one do prawowitych właścicieli.
W nawiasach podano odcinki i filmy, w których klucze zostały użyte.

### Klucze Gokaigersów
Klucze Gokaigersów – Sekret to Ostateczny Soul pozwalający na uformowanie Ostatecznego Gokaiō. Ujawniony w 37 odcinku.
- Klucz Gokai Czerwonego – pozwala na przemianę w Gokai Czerwonego.
- Klucz Gokai Niebieskiego – pozwala na przemianę w Gokai Niebieskiego.
- Klucz Gokai Żółtego – pozwala na przemianę w Gokai Żółtego.
- Klucz Gokai Zielonego – pozwala na przemianę w Gokai Zielonego.
- Klucz Gokai Różowego – pozwala na przemianę w Gokai Różowego.
- Klucz Gokai Srebrnego – pozwala na przemianę w Gokai Srebrnego.
- Klucz Złotej Kotwicy – jest to specjalny klucz używany przez Gaia aby przejść w Złotą Formę. Z wyglądu przypomina Gokai Włócznię w trybie Kotwicy, którą Gai walczy będąc w tej postaci. Jest to połączenie mocy wszystkich szóstych wojowników i teoretycznie tego klucza może użyć każdy Gokaiger.
- Klucz Gokai Świętego – inny specjalny klucz zrobiony przez Gaia łącząc klucze Gokai Czerwonego i Zielonego. Pojawił się tylko w 44 odcinku. Lewa połowa wojownika była zielona, prawa czerwona.

### Klucze Gorangersów
Klucze Gorangersów – Sekret to Variblune i Goran Gokaiō, otrzymany od Tsuyoshiego Kaijō w filmie Gokaiger vs. Goseiger.
- Klucz Czerwonego Rangera – użyty był przez Wspaniałego (1, film, OVA, 51).
- Klucz Niebieskiego Rangera – użyty był przez Joe (1, film), a także przez Gaia (45).
- Klucz Żółtego Rangera – użyty był przez Lukę (1, film).
- Klucz Zielonego Rangera – użyty był przez Doktorka (1, 12, film, 43).
- Klucz Różowego Rangera – użyty był przez Ahim (1, 13, film).

### Klucze JAKQ
Klucze JAKQ – Sekret nieznany, otrzymany od Sōkichiego Banby w filmie Gokaiger vs. Goseiger
- Klucz Asa Pik – użyty był przez Wspaniałego (6, 10, 32, OVA).
- Klucz Waleta Karo – użyty był przez Joe (6, 10, 32, 51).
- Klucz Wielkiej Jedynki – użyty był przez Lukę (10, 32), Wspaniałego (vs. Gavan) i Joe (3).
- Klucz Króla Trefl – użyty był przez Doktorka (6, 10, 32).
- Klucz Damy Kier – użyty był przez Ahim (6, 10, 32).

### Klucze Battle Fever J
Klucze Battle Fever J – Sekret nieznany, otrzymany od Shirō Akebono jako prezent gwiazdkowy w 44 odcinku. Klucz Battle Kenii w połączeniu z mocą klucza Denji Niebieskiego jest zdolny do otworzenia portalu do Wymiaru Makuu.
- Klucz Battle Japonii – użyty był przez Wspaniałego (film, 35, 44, OVA).
- Klucz Battle Francji – użyty był przez Joe (film, 35, 44).
- Klucz Battle Kozaka – użyty był przez Lukę (film, 35, 44).
- Klucz Battle Kenii – użyty był przez Doktorka (film, 35, 44).
- Klucz Miss Ameryki – użyty był przez Ahim (film, 35, 44).

### Klucze Denjimanów
Klucze Denjimanów – Sekret nieznany, otrzymany od Daigorō Ōme w filmie Gokaiger vs. Goseiger. Klucz Denji Niebieskiego w połączeniu z mocą klucza Battle Kenii jest zdolny do otworzenia portalu do Wymiaru Makuu.
- Klucz Denji Czerwonego – użyty był przez Wspaniałego (8, OVA).
- Klucz Denji Niebieskiego – użyty był przez Joe (8, 30), a także przez Wspaniałego (48).
- Klucz Denji Żółtego – użyty był przez Lukę (8).
- Klucz Denji Zielonego – użyty był przez Doktorka (8), a także przez Wspaniałego (43).
- Klucz Denji Różowego – użyty był przez Ahim (8, 12, 30).

### Klucze Sun Vulcan
Klucze Sun Vulcan – Sekret nieznany, zabrany przez Basco w ramach kaucji w 31 odcinku, odebrany przez Gokaigersów w 49 odcinku i może być użyty, gdyż Gokaigersi uzyskali aprobatę Takayukiego Hiby.
- Klucz Wulkanicznego Orła – użyty był przez Wspaniałego (7, 46, 49, OVA).
- Klucz Wulkanicznego Rekina – użyty był przez Joe (7, 46).
- Klucz Wulkanicznego Lamparta – użyty był przez Lukę (6, 7, 46).

### Klucze Goggle Five
Klucze Goggle Five – Sekret nieznany, otrzymany od Kanpeia Kurody w filmie Gokaiger vs Goseiger.
- Klucz Goggle Czerwonego – użyty był przez Wspaniałego (8, OVA).
- Klucz Goggle Niebieskiego – użyty był przez Joe (8).
- Klucz Goggle Żółtego – użyty był przez Lukę (8).
- Klucz Goggle Czarnego – użyty był przez Doktorka (8).
- Klucz Goggle Różowego – użyty był przez Ahim (8).

### Klucze Dynamanów
Klucze Dynamanów – Sekret to atak Super Dynamite, otrzymany od Rei Tachibany w filmie Gokaiger vs Goseiger.
- Klucz Dyna Czerwonego – użyty był przez Wspaniałego (11, vs. Goseiger, OVA).
- Klucz Dyna Niebieskiego – użyty był przez Joe (11, vs. Goseiger).
- Klucz Dyna Żółtego – użyty był przez Lukę (11, vs. Goseiger).
- Klucz Dyna Czarnego – użyty był przez Doktorka (11, vs. Goseiger, 51).
- Klucz Dyna Różowego – użyty był przez Ahim (11, vs. Goseiger), a także Gaia (OVA).

### Klucze Biomanów
Klucze Biomanów – Sekret nieznany, otrzymany od Shirō Gō w filmie Gokaiger vs Goseiger.
- Klucz Czerwonej Jedynki – użyty był przez Wspaniałego (28, OVA).
- Klucz Niebieskiej Trójki – użyty był przez Joe (28)
- Klucz Żółtej Czwórki – użyty był przez Lukę (28).
- Klucz Zielonej Dwójki – użyty był przez Doktorka (19, 28).
- Klucz Różowej Piątki – użyty był przez Ahim (28).

### Klucze Changemanów
Klucze Changemanów – Sekret to Earthforce, zabrany przez Basco w ramach kaucji w 31 odcinku, odebrany przez Gokaigersów w 49 odcinku i użyty za pozwoleniem Shō Hayatego.
- Klucz Change Smoka – użyty był przez Wspaniałego (Teatr, 32, 35, OVA).
- Klucz Change Pegaza – użyty był przez Joe (32, 25)
- Klucz Change Syreny – użyty był przez Lukę (32, 35).
- Klucz Change Gryfa – użyty był przez Doktorka (35, 49).
- Klucz Change Feniksa – użyty był przez Ahim (32, 35).

### Klucze Flashmanów
Klucze Flashmanów – Sekret nieznany, zabrany przez Basco w ramach kaucji w 31 odcinku, odebrany przez Gokaigersów w 49 odcinku i mógł zostać użyty, gdyż Gokaigersi uzyskali aprobatę Daia.
- Klucz Czerwonego Flasha – użyty był przez Wspaniałego (27, OVA).
- Klucz Niebieskiego Flasha – użyty był przez Joe (27).
- Klucz Żółtego Flasha – użyty był przez Lukę (27).
- Klucz Zielonego Flasha – użyty był przez Doktorka (19, 27), a także Ahim (43, 49)..
- Klucz Różowego Flasha – użyty był przez Ahim (27).

### Klucze Maskmanów
Klucze Maskmanów – Sekret to atak Gokaiō zwany Gokai Aura Galaxy, zabrany przez Basco w ramach kaucji w 31 odcinku, odebrany przez Gokaigersów w 49 odcinku i użyty za pozwoleniem Akiry.
- Klucz Czerwonej Maski – użyty był przez Wspaniałego (28, OVA).
- Klucz Niebieskiej Maski – użyty był przez Joe (28, 49)
- Klucz Żółtej Maski – użyty był przez Lukę (12, 28, 51).
- Klucz Czarnej Maski – użyty był przez Doktorka (28).
- Klucz Różowej Maski – użyty był przez Ahim (28).

### Klucze Livemanów
Klucze Livemanów – Sekret to przemiana Gokaiō w Super Live Robota, otrzymany od Jō Ōhary w 30 odcinku.
- Klucz Czerwonego Sokoła – użyty był przez Wspaniałego (25, 30).
- Klucz Niebieskiego Delfina – użyty był przez Joe (25, 30), a także Lukę (45).
- Klucz Żółtego Lwa – użyty był przez Lukę (25, 30, 45, 51).
- Klucz Zielonego Saia – użyty był przez Doktorka (12, 30).
- Klucz Czarnego Bizona – użyty był przez Ahim (30).

### Klucze Turborangersów
Klucze Turborangersów – Sekret nieznany, otrzymany od Rikiego Honō w filmie Gokaiger vs. Goseiger.
- Klucz Czerwonego Turbo – użyty był przez Wspaniałego (9, 14, OVA).
- Klucz Niebieskiego Turbo – użyty był przez Joe (9, 14).
- Klucz Żółtego Turbo – użyty był przez Lukę (9, 14).
- Klucz Czarnego Turbo – użyty był przez Doktorka (9, 14).
- Klucz Różowego Turbo – użyty był przez Ahim (9, 14).

### Klucze Fivemanów
Klucze Fivemanów – Sekret nieznany, zabrany przez Basco w ramach kaucji w 31 odcinku, odebrany przez Gokaigersów w 49 odcinku i dzięki aprobacie Remi Hoshikawy może zostać użyty.
- Klucz Five Czerwonego – użyty był przez Wspaniałego (vs. Goseiger, 41, OVA).
- Klucz Five Niebieskiego – użyty był przez Joe (vs. Goseiger, 41).
- Klucz Five Żółtego – użyty był przez Lukę (vs. Goseiger, 23, 41, 49).
- Klucz Five Czarnego – użyty był przez Doktorka (vs. Goseiger, 41).
- Klucz Five Różowego – użyty był przez Ahim (vs. Goseiger, 23, 41).

### Klucze Jetmanów
Klucze Jetmanów – Sekret to atak Goren Gokaiō zwany Gokai Jet Feniks, otrzymany od Gaia Yūkiego w 28 odcinku.
- Klucz Czerwonego Jastrzębia – użyty był przez Wspaniałego (9, 28, OVA).
- Klucz Niebieskiej Jaskółki – użyty był przez Joe (9, 28).
- Klucz Żółtego Puchacza – użyty był przez Lukę (9, 28).
- Klucz Czarnego Kondora – użyty był przez Doktorka (9, 28).
- Klucz Białego Łabędzia – użyty był przez Ahim (3, 9, 28).

### Klucze Zyurangersów
Klucze Zyurangersów – Sekret to GouJuuRex. Sekret otrzymał Gai od ducha Buraia w 18 odcinku.
- Klucz Tyranno Rangera – użyty był przez Wspaniałego (11, 14, usunięta scena w 45, OVA, 50).
- Klucz Tricera Rangera – użyty był przez Joe (11, 14, usunięta scena w 45).
- Klucz Tygrys Rangera – użyty był przez Lukę (11, 14, usunięta scena w 45), a także Joe (44).
- Klucz Mamut Rangera – użyty był przez Doktorka (11, 14, usunięta scena w 45).
- Klucz Ptera Rangera – użyty był przez Ahim (11, 14, usunięta scena w 45), a także Wspaniałego (vs. Gavan).
- Klucz Smoczego Rangera – klucz szóstego wojownika, użyty był przez Gaia (22, usunięta scena w 45), a także Doktorka (17) oraz Basco (15, do wezwania klona). Ten klucz służy także do przemiany GouJuuWiertła w GouJuuRexa i w nim jest sekretna moc Zyurangersów.

### Klucze Dairangersów
Klucze Dairangersów – Sekret to Kiryoku Bomber, otrzymany od Ryō w filmie Gokaiger vs. Goseiger.
- Klucz Smok Rangera – użyty był przez Wspaniałego (12, 22, 33, OVA).
- Klucz Pegaz Rangera – użyty był przez Joe (5, 22, 33, 47).
- Klucz Kirin Rangera – użyty był przez Lukę (5, 22, 33, 47), a także Gaia (44).
- Klucz Lew Rangera – użyty był przez Doktorka (5, 22, 33, 47) i Lukę (43).
- Klucz Feniks Rangera – użyty był przez Ahim (5, 22, 33, 47).
- Klucz Kieł Rangera – klucz szóstego wojownika, użyty był przez Gaia (22, 47, vs. Gavan), a także Doktorka Basco (15 i 16 do wezwania klona).

### Klucze Kakurangersów
Klucze Kakurangersów – Ninjaman jest jedynym wojownikiem w Sentai, który nie posiada klucza, jednak za to jego powiększona postać jest Sekretem kluczy Kakurangersów. Bohaterowie otrzymali go od Ninjamana w 46 odcinku.
- Klucz Ninja Czerwonego – użyty był przez Wspaniałego (32, 44, 46, OVA).
- Klucz Ninja Niebieskiego – użyty był przez Joe (21, 32, 44, 46).
- Klucz Ninja Żółtego – użyty był przez Lukę (32, 44, 46).
- Klucz Ninja Czarnego – użyty był przez Doktorka (21, 32, 44, 46) i Lukę (3).
- Klucz Ninja Białego – użyty był przez Ahim (21, 32, 44, 46, 51).

### Klucze Ohrangersów
Klucze Ohrangersów – Sekret to Gokai Galeon Buster, otrzymany od Gorō Hoshino w 31 odcinku.
- Klucz Oh Czerwonego – użyty był przez Wspaniałego (22, 31, OVA, 51).
- Klucz Oh Niebieskiego – użyty był przez Joe (22, 31).
- Klucz Oh Żółtego – użyty był przez Lukę (22, 31).
- Klucz Oh Zielonego – użyty był przez Doktorka (12, 22, 31).
- Klucz Oh Różowego – użyty był przez Ahim (22, 31).
- Klucz Król Rangera – użyty był przez Gaia (18, 22, 40, 51), a także Basco (15, wezwał klona).

### Klucze Carrangersów
Klucze Carrangersów – Sekret to atak Gokaiō zwany Gokai Gekisō Giri, otrzymany od Kyōsukego Jinnaia w 14 odcinku. Pod koniec odcinka dawny Czerwony Rajdowiec mówi, że prawdziwym Sekretem jest poza Carrangersów.
- Klucz Czerwonego Rajdowca – użyty był przez Wspaniałego (14, OVA).
- Klucz Niebieskiego Rajdowca – użyty był przez Joe (14).
- Klucz Żółtego Rajdowca – użyty był przez Lukę (6, 14).
- Klucz Zielonego Rajdowca – użyty był przez Doktorka (14).
- Klucz Różowego Rajdowca – użyty był przez Ahim (14).
- Klucz Signalmana – klucz dodatkowego herosa, użyty przez Basco (31, wezwanie klona) oraz Doktorka (37).

### Klucze Megarangersów
Klucze Megarangersów – Sekret to Mega Winger, a konkretniej jego skrzydła które mogą połączyć się z GouJuuŌ. Sekret został otrzymany od Kenty Datego w 39 odcinku.
- Klucz Mega Czerwonego – użyty był przez Wspaniałego (24, 34, 39, OVA).
- Klucz Mega Niebieskiego – użyty był przez Joe (24, 34, 39).
- Klucz Mega Żółtego – użyty był przez Lukę (12, 24, 34, 39).
- Klucz Mega Czarnego – użyty był przez Doktorka (24, 34, 39, 51).
- Klucz Mega Różowego – użyty był przez Ahim (24, 34, 39, vs. Gavan).
- Klucz Mega Srebrnego – klucz szóstego wojownika, użyty był przez Gaia (24, 34, 39), a także przez Lukę (17, 18) oraz Basco (15 i 16 do wezwania klona).

### Klucze Gingamanów
Klucze Gingamanów – Sekret to atak GouJuuJina zwany GouJuu Eidan, otrzymany od Hyuugi w 20 odcinku.
- Klucz Ginga Czerwonego – użyty był przez Wspaniałego (11, 13, 20, OVA, 51), a także przez Joe (Teatr), Lukę (48) oraz Ahim (45).
- Klucz Ginga Niebieskiego – użyty był przez Joe (4, 11, 13, 20, 47).
- Klucz Ginga Żółtego – użyty był przez Lukę (11, 13, 20, 43, 47).
- Klucz Ginga Zielonego – użyty był przez Doktorka (11, 13, 20, 47).
- Klucz Ginga Różowego – użyty był przez Ahim (11, 13, 20, 47).
- Klucz Czarnego Rycerza – klucz dodatkowego herosa (mimo że Czarny Rycerz był szóstym Gingamanem), użyty był przez Gaia (37, 47, 51) oraz Basco (20 do wezwania klona). Jest to klucz, który posiada Sekretną Moc.

### Klucze GoGoFive
Klucze GoGoFive – Sekret to atak Gokaiō zwany Shōka Hose, podobny do ataku gaśnic Victory Robota. Otrzymany od Matsuri Tatsumi w 23 odcinku.
- Klucz Go Czerwonego – użyty był przez Wspaniałego (23, OVA)
- Klucz Go Niebieskiego – użyty był przez Joe (23, 51).
- Klucz Go Żółtego – użyty był przez Lukę (6, 23).
- Klucz Go Zielonego – użyty był przez Doktorka (23).
- Klucz Go Różowego – użyty był przez Ahim (23).

### Klucze Timerangersów
Klucze Timerangersów – Sekret to wezwanie GouJuu Wiertła z roku 3000. Przekazany został Gaiowi poprzez ducha Naoto Takizawy w 18 odcinku.
- Klucz Time Czerwonego – użyty był przez Wspaniałego (24, 39, 40, OVA)
- Klucz Time Niebieskiego – użyty był przez Joe (24, 39, 40), a także przez Doktorka (45).
- Klucz Time Żółtego – użyty był przez Lukę (24, 39, 40).
- Klucz Time Zielonego – użyty był przez Doktorka (24, 39, 40).
- Klucz Time Różowego – użyty był przez Ahim (12, 24, 39, 40, 51).
- Klucz Time Ognistego – klucz szóstego wojownika, użyty był przez Gaia (24, 40, vs. Gavan) oraz Wspaniałego (17) i Basco (15 do wezwania klona). Jest to klucz aktywujący Sekret.

### Klucze Gaorangersów
Klucze Gaorangersów – Sekret to nowa wersja Gao Lwa, która może połączyć się z Gokaiō w Gao Gokaiō. Otrzymany od Kakeru Shishiego w 9 odcinku.
- Klucz Gao Czerwonego – użyty był przez Wspaniałego (7, 8, 9, 33, 45, OVA) i Joe (2).
- Klucz Gao Niebieskiego – użyty był przez Joe (7, 8, 9, 33).
- Klucz Gao Żółtego – użyty był przez Lukę (7, 8, 9, 33) i Wspaniałego (44).
- Klucz Gao Czarnego – użyty był przez Doktorka (8, 9, 33).
- Klucz Gao Białego – użyty był przez Ahim (8,9), a także Lukę (3, vs. Gavan).
- Klucz Gao Srebrnego – klucz szóstego wojownika, użyty był przez Gaia (33), a także Doktorka (18) i Basco (15 i 16 do wezwania klona)

### Klucze Hurricangersów
Klucze Hurricangersów – Sekret to nowa wersja Fuuraimaru, która może się połączyć z Gokaiō w Hurricane Gokaiō. Sekret otrzymany od trójki Hurricangersów w 26 odcinku. Mimo że Gouraigersi są odrębną grupą i podczas aktywacji ich kluczy jest inny dźwięk, ich klucze wlicza się do kluczy Hurricangersów. To samo tyczy się kluczu Shurikengera, który to nie należał ani do Hurricangersów ani do Gouraigersów. 
- Klucz Hurricane Czerwonego – użyty był przez Wspaniałego (2, 12, 24, OVA).
- Klucz Hurricane Niebieskiego – użyty był przez Joe (2, 4, 24, 26, 47).
- Klucz Hurricane Żółtego – użyty był przez Lukę (2, 24, 26, 47) i Doktorka (44).
- Klucz Kabuto Raigera – użyty był przez Doktorka (2, 24, 41, 47).
- Klucz Kuwaga Raigera – użyty był przez Ahim (2, 24, 41, 47).
- Klucz Shurikengera – klucz szóstego wojownika, użyty był przez Gaia (21, 24, 43, 47), a także Basco (15 do stworzenia klona).

### Klucze Abarangersów
Klucze Abarangersów – tu w zasadzie Sekret jest rozbity na dwie połowy. Pierwsza została przekazana Gaiowi przez ducha Mikoto Nakadaia w 18 odcinku. Wykorzystując klucz Abare Zabójcy, Gai może przekształcić GōJūRexa w GōJūJina. Drugą połowę przekazuje pozostałym Gokaigersom Yukito Sanjō. Używając wszystkich kluczy, Gokaigersi mogą połączyć Gokaiō i GōJūJina w GōJuu Gokaiō.
- Klucz Abare Czerwonego – użyty był przez Wspaniałego (25, 29, OVA).
- Klucz Abare Niebieskiego – użyty był przez Joe (22, 25, 29).
- Klucz Abare Żółtego – użyty był przez Lukę (12, 25, 29).
- Klucz Abare Czarnego – użyty był przez Doktorka (29) i Joe (3).
- Klucz Abare Zabójcy – klucz szóstego wojownika, który jest nim mimo że Abare Zabójca był piątym wojownikiem. Użyty był przez Gaia (29), a także przez Doktorka (vs. Gavan), Ahim (17) i Basco (15, 16). Trzyma w sobie pierwszą połowę Sekretu.
- Klucz Abare Różowego – jest to osobisty klucz nieoficjalnej wojowniczki Emiri Imanaki, która w Abaranger zrobiła sobie kostium różowego Abarangersa. W 29 odcinku zrobiła ten klucz z gliny i oddała go Ahim. Ku jej zaskoczeniu, działał.

### Klucze Dekarangersów
Klucze Dekarangersów – Sekretem jest nowa wersja Pat Strikera, która może się połączyć z Gokaiō w Deka Gokaiō. Otrzymany od Doggiego Krugera w 5 odcinku.
- Klucz Deka Czerwonego – użyty był przez Wspaniałego (2, 4, 5, 35, film, OVA) a także przez Lukę (Teatr), Doktorka (vs. Goseiger, 40) oraz Gaia (48).
- Klucz Deka Niebieskiego – użyty był przez Joe (2, 5, 35, film).
- Klucz Deka Żółtego – użyty był przez Lukę (2, 4, 5, 35, film).
- Klucz Deka Zielonego – użyty był przez Doktorka (2, 4, 5, 26, 35, film).
- Klucz Deka Różowego – użyty był przez Ahim (2, 4, 5, 26, 35, film).
- Klucz Deka Łamacza – klucz szóstego wojownika, użyty był przez Gaia (26, 35, vs. Gavan), a także Joe (vs. Gavan) i Basco (15 do wezwania klona)
- Klucz Deka Mistrza – klucz dodatkowego herosa, użyty był przez Joe (41, 51) oraz Basco (20 i 31 do wezwania klona)
- Klucz Deka Łabędzia – klucz dodatkowego herosa, użyty był przez Ahim (37, 41) oraz Basco (31 do wezwania klona)

### Klucze Magirangersów
Klucze Magirangersów – Sekretem jest nowa wersja Magi Smoka, która może się połączyć z Gokaiō w Magi Gokaiō. Otrzymany w 3 odcniku od Kaia Ozu, Sekret ten jest pierwszym zdobytym przez Gokaigersów.
- Klucz Magi Czerwonego – użyty był przez Wspaniałego (1, 3, 49, HB), a także Lukę (2, Teatr), Doktorka (Teatr) i Ahim (vs. Goseiger, 40, 48).
- Klucz Magi Niebieskiego – użyty był przez Joe (1, 3, 4, 49) i Ahim (45).
- Klucz Magi Żółtego – użyty był przez Lukę (1, 3, 23, 49).
- Klucz Magi Zielonego – użyty był przez Doktorka (1, 3, 43, 49).
- Klucz Magi Różowego – użyty był przez Ahim (1, 3, 23).
- Klucz Magi Błyska – klucz szóstego wojownika, użyty był przez Gaia (39), a także Joe (17) i Basco (15 i 16 do wezwania klona)
- Klucz Magi Matki – klucz dodatkowego herosa, użyty był przez Lukę (44), Ahim (51) oraz Basco (20 i 31 do wezwania klona)
- Klucz Wolzarda Ognistego – klucz dodatkowego herosa, użyty był przez Wspaniałego (37) oraz Basco (20 i 31 do wezwania klona)

### Klucze Boukengersów
Klucze Boukengersów – Sekretem jest DaiBouken, który zostaje wezwany do pomocy Gokaiō. Sekret otrzymany od Satoru Akashiego w filmie Gokaiger vs. Goseiger.
- Klucz Bouken Czerwonego – użyty był przez Wspaniałego (12, 21, OVA) i Joe (vs. Goseiger, 40).
- Klucz Bouken Niebieskiego – użyty był przez Joe (10, 21).
- Klucz Bouken Żółtego – użyty był przez Lukę (6, 10, 21, 44).
- Klucz Bouken Czarnego – użyty był przez Doktorka (21).
- Klucz Bouken Różowego – użyty był przez Ahim (21) i Lukę (vs. Gavan).
- Klucz Bouken Srebrnego – klucz szóstego wojownika, użyty był przez Gaia (21, 25), a także Wspaniałego (18) i Basco (15 i 16 do wezwania klona).
- Klucz Zubana – klucz dodatkowego herosa, użyty był przez Lukę (37), Doktorka (51) oraz Basco (23 i 31 do wezwania klona)

### Klucze Gekirangersów
Klucze Gekirangersów – Sekretem jest aura głównych bestii (Geki Tygrys, Jaguar, Gepard, Wilk i SaiDain) piątki Gekirangersów. Sekret otrzmany od Jana Kandou w 7 odcinku.
- Klucz Geki Czerwonego – użyty był przez Wspaniałego (4, 7, 32, 42, OVA), a także Lukę (vs. Goseiger, 40) i Ahim (2).
- Klucz Geki Niebieskiego – użyty był przez Joe (7, 32, 42)
- Klucz Geki Żółtego – użyty był przez Lukę (4, 7, 32, 42)
- Klucz Geki Fioletowego – użyty był przez Doktorka (4, 7)
- Klucz Geki Siekacza – użyty był przez Ahim (4, 7, 32, vs. Gavan)
- Klucz Rio – klucz dodatkowego herosa, użyty był przez Doktorka (42) oraz Basco (23 i 31 do wezwania klona)
- Klucz Mere – klucz dodatkowego herosa, użyty był przez Ahim (42) oraz Basco (23 i 31 do wezwania klona)

### Klucze Go-Ongersów
Klucze Go-Ongersów – Sekretem jest trzynasty Engine- Machalcon, który potrafi się połączyć z Gokaiō w Go-On Gokaiō oraz z GouJuu Gokaiō w Ostatecznego Gokaiō. Sekret otrzymany od Saki Rōyamy w filmie Gokaiger vs. Goseiger, jednak pierwszy raz użyty po wyjaśnieniu go przez Sōsukego Esumi w 36 odcinku.
- Klucz Go-On Czerwonego – użyty był przez Wspaniałego (vs. Goseiger, 19, 36, OVA)
- Klucz Go-On Niebieskiego – użyty był przez Joe (5, 19, 36, 45, vs. Goseiger)
- Klucz Go-On Żółtego – użyty był przez Lukę (5, 19, 36, vs. Goseiger)
- Klucz Go-On Zielonego – użyty był przez Doktorka (5, 19, 36, vs. Goseiger)
- Klucz Go-On Czarnego – użyty był przez Ahim (3, 5, 19, 36, vs. Goseiger)
- Klucz Go-On Złotego – klucz szóstego wojownika, użyty przez Gaia (41, vs. Gavan), a także przez Basco (15 i 16 do wezwania klona).
- Klucz Go-On Srebrnego – klucz szóstego wojownika (mimo że Go-Ongersów było 7), użyty był przez Ahim (18, 41), a także przez Basco (15 i 16 do wezwania klona). Mimo to, że jego właścicielem jest Gai, nigdy on tego klucza nie użył, choć wykorzystał jego moc w specjalnym kluczu Go-On Skrzydeł.
- Klucz Go-On Skrzydeł – w 19 odcinku Gai połączył moce Go-On Złotego i Go-On Srebrnego w jeden klucz. Lewa połowa wojownika była srebrna, a prawa złota. Tego specjalnego klucza Gai użył jeszcze w odcinkach 39 i 45.

### Klucze Shinkengersów
Klucze Shinkengersów – Sekret to przemiana Gao Gokaiō w Shinken Gokaiō, otrzymany od Kaoru Shiby w 12 odcinku.
- Klucz Shinken Czerwonego – użyty był przez Wspaniałego (1, 2, 12, 18, 41, OVA), a także Lukę (Teatr) i Ahim (Teatr).
- Klucz Shinken Niebieskiego – użyty był przez Joe (1, 4, 12, 18, 45).
- Klucz Shinken Żółtego – użyty był przez Lukę (1, 12, 18).
- Klucz Shinken Zielonego – użyty był przez Doktorka (1, 12, 16, 18), a także Joe (43).
- Klucz Shinken Różowego – użyty był przez Ahim (1, 12, 18).
- Klucz Shinken Złotego – klucz szóstego wojownika, użyty był przez Gaia (18, 40), a także Basco (15 i 16 do wezwania klona)
- Klucz Księżniczki Shinken Czerwonej – klucz dodatkowego herosa, użyty był przez Lukę (vs. Gavan, 51) oraz Ahim (3). Jest rzadko używany, ponieważ posiada te same moce, co Klucz Shinken Czerwonego.

### Klucze Goseigersów
Klucze Goseigersów – Sekret to Głowice Goseigersów (Smok, Feniks, Wąż, Tygrys, Rekin plus Bracia Skick, Landick i Seiack), otrzymany od piątki Goseigersów w filmie Gokaiger vs. Goseiger.
- Klucz Gosei Czerwonego – użyty był przez Wspaniałego (22, vs. Gavan, OVA) i Doktorka (2, 48).
- Klucz Gosei Niebieskiego – użyty był przez Joe (4, 22), a także Wspaniałego (45).
- Klucz Gosei Żółtego – użyty był przez Lukę (22, 41), a także Ahim (44).
- Klucz Gosei Czarnego – użyty był przez Doktorka (22).
- Klucz Gosei Różowego – użyty był przez Ahim (13, 22, 41, vs. Gavan).
- Klucz Gosei Rycerza – klucz szóstego wojownika, użyty był przez Gaia (22, 39, 45), a także Joe (18) i Basco (15 i 16 do wezwania klona).

### Inne Klucze
- Klucze Kamen Ridera OOO – pojawiły się tylko w filmie Kamen Rider × Super Sentai: Super Hero Taisen, kiedy to Eiji Hino ofiarował Gokaigersom swoje Rdzeniomedale, które następnie zmieniły się w Klucze Wojowników odpowiadające sześciu formom OOO'za.
  - Klucz Formy Gatakiriba – użyty był przez Doktorka.
  - Klucz Formy Latoratah – użyty był przez Lukę.
  - Klucz Formy Sagorzo – użyty był przez Gaia.
  - Klucz Formy Tajador – użyty był przez Wspaniałego.
  - Klucz Formy Shauta – użyty był przez Joe.
  - Klucz Formy Putotyra – użyty był przez Ahim.

- Klucze Metalowych Herosów – pojawiły się tylko w filmie Kamen Rider x Super Sentai x Space Sheriff: Super Hero Taisen Z.
  - Klucz Jiraiyi – użyty był przez Doktorka.
  - Klucz Jibana – użyty był przez Gaia.
  - Klucz Draft Reddera – użyty był przez Wspaniałego.
  - Klucz Janpersona – użyty był przez Ahim.
  - Klucz B-Fightera Blue Beeta – użyty był przez Joe.
  - Klucz B-Fightera Kabuto – użyty był przez Lukę.

- Klucze Druhoroidów – pojawiły się w filmie Go-Busters vs. Gokaiger i powstały z poszukiwanych przez wroga Kluczy Cieni. Po ich otrzymaniu Gokaigersi użyli ich w Gokaioh, co skutkowało pojawieniem się złotych Kluczy Megazordów.
  - Klucz Nicka Cheedy – powstał z przemiany czerwonego Klucza Cienia.
  - Klucz Gorisakiego Banany – powstał z przemiany niebieskiego Klucza Cienia.
  - Klucz Usady Lettuce'a – powstał z przemiany żółtego Klucza Cienia.
  - Klucz Beeta J. Staga – powstał z przemiany różowego Klucza Cienia.
  - Klucz Enetany – powstał z przemiany zielonego Klucza Cienia.

- Klucze Megazordów – pojawiły się w filmie Go-Busters vs. Gokaiger, kiedy to Gokaigersi użyli w Gokaioh Kluczy Druhoroidów. Na początku były złote, jednak po chwili przemieniły się w klucze dawnych robotów Sentai, a bohaterowie użyli ich do transformacji swoich robotów w dawne.
  - Klucz Flash Króla – użyty do przemiany Go-Buster Ace'a we Flash Króla.
  - Klucz Daijūjina – użyty do przemiany Gōjūjina w Daijūjina
  - Klucz Ryūseiō – użyty do przemiany Go-Buster Ace'a w Ryūseiō.
  - Klucz Gao Króla – użyty do przemiany Go-Buster Lioh w Gao Króla i Gao Centaura.
  - Klucz Magi Króla – użyty do przemiany Buster Herculesa w Magi Króla.
  - Klucz Daibōkena – użyty przez Gokaioh do przemiany w Daibōkena.
  - Klucz Geki Tōjy – użyty przez Go-Buster Ace'a do przemiany w Geki Tōję.

## Legendy
W Gokaiger Legendami nazywa się dawnych wojowników ze wszystkich 34 drużyn, którzy pokonali pierwszy atak Zangyack w tzw. Bitwie Legend. By to uczynić poświęcili swoje moce, które wyleciały do kosmosu w postaci kluczy. W ludzkiej postaci pojawiają się niektóre Legendy. Kilku z nich pojawia się więcej niż jeden raz.
- Aka Czerwony – tajemniczy wojownik, który pięć lat wcześniej pojawił się u boku Boukengersów i wraz z innymi weteranami pomógł im pokonać Chronosa. Po Wojnie Legend Aka Czerwony postanowił odnaleźć wszystkie Klucze Wojowników. Prawdopodobnie to właśnie Aka Czerwony stworzył moce Gokaigersów na wzór swojej zdolności przemiany we wszystkich Czerwonych Wojowników. Był pierwszym właścicielem Naviego. Z nim natknął się na Wspaniałego oraz Basco, z którymi utworzyli Gang Czerwonych Piratów. Była to grupa trzech osobników z różnymi celami – Aka Czerwony chciał odnaleźć Klucze i oddać je prawowitym właścicielom, Basco chciał odebrać te Klucze i zdobyć ogromną siłę, a Wspaniały chciał znaleźć Najwspanialszy Skarb Wszechświata. Heros wiedział, że Basco ma drugą, ciemniejszą stronę. Kiedy okazało się, że Basco konspirował z Zangyackiem, chciał zabić Wspaniałego, jednak Aka Czerwony przyjął cios i poświęcił życie za przyszłego Gokai Czerwonego. Basco sądził, że Aka Czerwony zdradził go i Wspaniałego od początku istnienia gangu i jedynie chciał ich wykorzystać do osiągnięcia swojego celu. Wspaniały stwierdził zaś, że nie jest już Czerwonym Piratem i w zdobyciu Najwspanialszego Skarbu Wszechświata nie jest go w stanie powstrzymać nikt, nawet Aka Czerwony. Mimo to w ostatnim odcinku Wspaniały spełnia jego życzenie – zwraca wszystkie klucze dawnym Legendom. Tōru Furuya ponownie zagrał Aka Czerwonego podkładając mu głos.

- Kai Ozu (3) – dawny Magi Czerwony. Ma 23 lata i nazywa siebie „czarodziejem, który stracił swą magię”. W 3 odcinku Navi kazał Gokaigersom szukać „człowieka w czarnej szacie”. Wyzwał Wspaniałego i Doktorka na pojedynek. Z pomocą Flagela nauczył Doktorka, że mocą Magirangersów była odwaga. Przekazał im sekret mocy swojej drużyny – czerwonego Magi Smoka. To on wyjawił, że Gokaigersi muszą zdobyć pozostałe 33 sekrety by zdobyć Największy Skarb Wszechświata. Atsushi Hashimoto wcielił się w Kaia ponownie.

- Marika „Jasmine” Reimon (5) – dawniej była Deka Żółtym. W 5 odcinku Navi poradził bohaterom, że „jeśli czegoś szukają, niech idą najpierw na policję”. Nieznająca sprawy Jasmine rozpoznała Wspaniałego na liście gończym napisanym przez Zangyack i postanowiła go aresztować. Spytał się jej, czy policja stała się własnością Zangyack, czemu Jasmine zaprzeczyła. Pozostali Gokaigersi uciekli, a Wspaniały wdał się z nią w bójkę i też w końcu uciekł. Ayumi Kinoshita zagrała Jasmine ponownie.

- Doggie Kruger (5) – dawniej był Deka Mistrzem. Kiedy Jasmine powiedziała mu o ucieczce Wspaniałego, Doggie postanowił go ścigać, jednak obydwaj zostali zaatakowani przez Zangyack. Doggie zostaje ranny zaś Wspaniały ratuje mu życie. Po tym Doggie uwalnia go z kajdanek i puszcza wolno. Wyjawia wojownikom sekret kluczy Dekarangersów – inną wersję Pat Strikera. Pojawia się w ostatnim odcinku wraz z Signalmanem gdzie obserwują odlot Gokaigersów w poszukiwaniu nowych skarbów. Tetsu Inada ponownie podłożył głos pod Doggiego.

- Banban „Ban” Akaza (5) – dawny Deka Czerwony. Kiedy Gokaigersi pokonali Zangyacka, który zaatakował Doggiego, Ban powiedział im, że piractwo jest nielegalne, jednak w porównaniu z tym, co robi Zangyack ich czyny są o wiele mniejszą zbrodnią. Nakazał im też rozważnie używać Kluczy. Ryūji Sainei ponownie zagrał rolę Bana.

- Jan Kandō (7) – dawny Geki Czerwony. W odcinku 7 Navi nakazał Gokaigersom odszukanie „tygrysiego chłopca”. Po walce z Pachacamackiem XIII, Doktorek i Ahim odnajdują Jana, kiedy on uczy dzieci sztuk walki. Obydwoje postanawiają dołączyć do Jana i uczą się Jūken. Jan wyjawia im sekretną moc kluczy Gekirangersów. Mówi też im, że im bardziej chcą być silniejsi – tacy będą. Hiroki Suzuki ponownie zagrał Jana.

- Kakeru Shishi (9) – dawny Gao Czerwony. W 9 odcinku Gokai Galeon przybywa na Animalię uciekając przed Zangyack. Rozwścieczyło to Gao Lwa (ale o nieco innym wyglądzie niż ten z oryginalnej serii). Kakeru poradził Gokaigersom nie wracać na wyspę, jednak oni zrobili to, wskutek czego Ahim zostaje ranna. Weterynarz-weteran łata dziewczynę, zaś Doktorek rozpoznaje w nim Legendę. „Czerwony” wyjawia im, że sekret kluczy Gaorangersów tkwi w Gao Lwie. Noboru Kaneko ponownie wcielił się w Kakeru.

- Kaoru Shiba (11-12) – dawniej była Księżniczką Shinken Czerwoną. Kiedy Gokaigersi poszukują samuraja, Kaoru odbiera im klucze Shinkengersów. Gdy przybywają wojska Zangyack, Joe staje z nią do pojedynku i odzyskuje klucze. Kaoru mówi mu o sekrecie tych kluczy, gdy uświadamia sobie, że Gokaigersi walczą w dobrej sprawie. Runa Natsui ponownie zagrała Kaoru.

- Kyōsuke Jinnai (14) – dawny Czerwony Rajdowiec. Niedługo po wojnie został aktorem i postanowił uczyć dzieci bezpieczeństwa ruchu drogowego z dużym zaangażowaniem i improwizacją. Mimo to dzieci nie były tym zainteresowane. Insarn zakochuje się w nim od pierwszego wejrzenia, z czym nie zgadza się zakochany w niej potwór Jelousitto. Wtedy też alarmuje to Gokaigersów, którzy poszukiwali „człowieka walczącego o bezpieczeństwo na drogach”. Gdy go spotykają, dostają od niego propozycje dołączenia do jego grupy, jednak tylko Doktorek wykazuje chęci. Insarn porywa Kyōsukego, jednak weteran zostaje uratowany przez tytułowych bohaterów i wyjawia im sekret kluczy Carrangersów. Po walce z Jelousitto dzieci zaczynają się nim interesować. Yūji Kishi ponownie zagrał Kyōsukego.

- Arata, Eri, Aguri, Moune, Hyde i Gosei Rycerz (vs. Goseiger) – Goseigersi – poprzednia drużyna Sentai.

- Tsuyoshi Kaijō (vs. Goseiger, 51) – dawny Czerwony Ranger i ikona Sentai. Stanął na czele 34 drużyn Sentai podczas Bitwy Legend. Wydał wtedy wszystkim wojownikom rozkaz poświęcenia mocy by pokonać Zangyack. W filmie daje bohaterom słowa otuchy i mówi, że moc kluczy jest wieczna. Pojawia się w ostatnim odcinku jako ostatnia z Legend, gdzie wraca do niego jego osobisty klucz. Naoya Makoto ponownie wcielił się w swoją najsłynniejszą rolę.

- Sōkichi Banba (vs. Goseiger) – dawniej znany jako Wielka Jedynka i ikona Sentai. Był zastępcą dowódcy 34 drużyn Sentai podczas Bitwy Legend. W filmie po ponownym pokonaniu Czarnego Krzyża, Banba mówi Gokaigersom i Goseigersom, że ich nieziemskie pochodzenie nie ma znaczenia, a liczy się tylko ich miłość do utrzymania pokoju i harmonii. Weteran tokusatsu Hiroshi Miyauchi ponownie wcielił się w Banbę.

- Daigorō Ōme (vs. Goseiger, vs. Gavan) – dawniej był Denji Niebieskim. Po pokonaniu Vader Daigorō założył wózek, w którym sprzedawał bułki ze słodką fasolą – anpan. W filmie Gokaiger vs. Goseiger przekazuje Gokaigersom sekret kluczy Denjimanów. Ponadto wtedy przypadkowo spotyka Ryō i Umeko – dwie inne Legendy. W Gokaiger vs. Gavan wspólnie z Shirō Akebono i Gavanem pomaga Gokaigersom pokonać kosmicznego terrorystę. Weteran tokusatsu Kenji Ōba ponownie wcielił się w Daigorō. Warto zaznaczyć, że Ōba grał także Gavana i Shirō Akebono.

- Koume „Umeko” Kodō (vs. Goseiger) – dawniej była znana jako Deka Różowy. Mimo że Gokaigersi otrzymali sekret kluczy Dekarangersów wcześniej, Umeko pojawia się w filmie i zagrzewa ich do walki. Ponadto spotyka się z Daigorō Ōme i Ryō, innymi Legendami. Mika Kikuchi ponownie zagrała Umeko.

- Ryō (vs. Goseiger, 33) – dawniej był Smok Rangerem. Ryō spotyka Gokaigersów dwa razy. Nadal pracuje w chińskiej restauracji, gdzie jest kucharzem. Pierwszy raz pojawia się w filmie Gokaiger vs. Goseiger, gdzie przypadkowo spotyka Daigorō Ōme i Umeko – inne Legendy. Drugi raz spotyka Gaia, który stracił wiarę w siebie i zrezygnował z bycia wojownikiem po tym, gdy stracił Gokai Cellulara. Ryō postanowił go pocieszyć serwując mu gyozę i powiedział mu, że stracił najważniejszą wartość dla wojownika – odwagę. Kiedy zostają zaatakowani, Ryō walczy z potworem bez swoich mocy. Gai odzyskuje swoją odwagę i postanawia dołączyć do Legendy. Ryō ujawnia Gokaigersom sekret kluczy Dairangersów dzięki czemu drużyna pokonuje potwora. Keiichi Wada ponownie wcielił się w Ryō.

- Chiaki Tani (vs. Goseiger) – dawniej był Shinken Zielonym.
- Genta Umemori (vs. Goseiger) – dawniej był Shinken Złotym.
- Saki Rōyama (vs. Goseiger) – dawniej była Go-On Żółtym.
- Satoru Akashi (vs. Goseiger, 21) – dawniej był Bouken Czerwonym.
- Kanpei Kuroda (vs. Goseiger) – dawniej był Goggle Czarnym.
- Rei Tachibana (vs. Goseiger) – dawniej była Dyna Różowym.
- Shirō Gō (vs. Goseiger) – dawniej był Czerwoną Jedynką.
- Riki Honō (vs. Goseiger) – dawniej był Czerwonym Turbo.
- Mikoto Nakadai (18) – dawniej był Abare Zabójcą. Pojawił się we śnie Gaia wraz ze Smoczym Rangersem i Time Ognistym, gdzie ofiarowuje mu Gokai Cellulara i klucz Gokai Srebrnego, a także połowę sekretu Abarangersów i sekrety Timerangersów i Zyurangersów.
- Ryōma (20) – dawniej był Ginga Czerwonym.
- Hyūga (20) – dawniej był Czarnym Rycerzem.
- Matsuri Tatsumi (23) – dawniej była Go Różowym.
- Yōsuke Shiina, Nanami Nono i Kōta Bitō (25-26) – dawni Hurricangersi.
- Gai Yuuki (28) – dawniej był Czarnym Kondorem.
- Yukito Sanjō (29) – dawniej był Abare Niebieskim.
- Jō Ōhara (30) – dawniej był Żółtym Lwem.
- Gorō Hoshino (31-32) – dawniej był Oh Czerwonym.
- Momo Maruo (31-32) – dawniej była Oh Różowym.
- Sōsuke Esumi (35-36) – dawniej był Go-On Czerwonym.
- Kenta Date (39) – dawniej był Mega Czerwonym. Kilka lat po pokonaniu Nejirejii Kenta i podjął się pracy nauczyciela w liceum Moroboshi do którego chodził. Mimo to jego charakter lekkoducha nie uległ zmianie. Kiedy Gokaigersi poszukiwali Sekretu Megarangersów i przybyli do jego szkoły, Kenta nakazał im wcielić się w role uczniów szkoły. Liceum zostało zaatakowane przez Basco, a Gokaigersi, którzy poznali marzenia innych uczniów postanawiają ochronić Kentę, który ofiarowuje im Sekret swojej drużyny - skrzydła Mega Wingera.
- Domon (40) – dawniej był Time Żółtym. W odcinku 40 poprzez Gōjū Wiertło przekazuje Gokaigersom wiadomość, w której nakazuje polecieć im w przeszłość i uratować świątynie Negakure. Bohaterowie cofają się do akcji filmu Goseiger vs. Shinkenger, w którym zadebiutowali i poznają tam chłopca o imieniu Mirai oraz jego matkę Honami Moriyamę, z którą Domon chodził podczas pobytu w latach 2000-2001. Gokaigersom udaje się ocalić świątynię Negakure i uratować jeden z Sekretów. Bohaterowie robią sobie zdjęcie na pamiątkę spotkania z Honami i Miraiem, które trafia z Gōjū Wiertłem z powrotem do roku 3000. Domon odnalazł fotografię i zalewa się łzami z tęsknoty za ukochaną i ich dzieckiem.
- Shirō Akebono (44, vs. Gavan) – dawniej był Battle Kenią.
- Ninjaman (45-46) - pomocnik Kakurangersów, Ninjaman jest jedynym wojownikiem w swej drużynie, który nie brał udziału w Wojnie Legend. Powodem tego była sytuacja sprzed kilku lat, w której w pewnym zoo wściekłe zwierzęta wydostały się z klatek i chciały zaatakować dziewczynkę. Pomagający jej Ninjaman mocno przesadził walcząc z nimi, przez co Trójka Boskich Generałów ponownie zamknęła go w wazonie, który schowała w świątyni Negakure. Świątynia ta, a co za tym idzie wazon, została zniszczona podczas akcji filmu Goseiger vs. Shinkenger, w którym zadebiutowali Gokaigersi. Wynikło to z tego, że Gokaigersi za radą Domona/Time Żółtego cofnęli się w czasie i uratowali świątynię i wazon od zniszczenia. Następnie Ninjaman został wyzwolony na pokładzie Gokai Galeona, jednak odmówił powiedzenia Gokaigersom, co jest sekretem jego drużyny, przez co bohaterowie musieli stworzyć japońską atmosferę. W końcu kiedy zdobyli sekret okazało się, że jest nim sam Ninjaman, który powiększył się i pomógł im w walce.
- Tsuruhime (45) – dawniej była Ninja Białym.
- Retsu Ichijōji (vs. Gavan) – znany jako Kosmiczny szeryf Gavan – nie jest on Legendą Sentai, ale pierwszym Metalowym Herosem.
- Takayuki Hiba (49, 51) – dawniej był Wulkanicznym Orłem.
- Shō Hayate (49) – dawniej był Change Gryfem.
- Dai (49) – dawniej był Zielonym Flashem.
- Akira (49) – dawniej był Niebieską Maską.
- Remi Hoshikawa (49) – dawniej była Five Żółtym.
- Gōshi (50-51) – dawniej był Mamut Rangerem.
- Hōka Ozu (51) – dawniej była Magi Różowym. Pojawiła się w ostatnim odcinku, gdzie podczas odlotu Gokaigersów odzyskuje swój klucz i moce. Ayumi Beppu ponownie wcieliła się w Hōkę.
- Shō Tatsumi (51) – dawniej był Go Zielonym. Pojawił się w ostatnim odcinku, gdzie podczas odlotu Gokaigersów odzyskuje swój klucz i moc. Atsushi Ehara ponownie wcielił się w Shō.
- Miu Sutō (film, 51) – dawniej była Go-On Srebrnym. Pojawiła się w ostatnim odcinku, gdzie podczas odlotu Gokaigersów odzyskuje swój klucz i moce. Yumi Sugimoto ponownie wcieliła się w Miu.
- Shōji (51) – dawniej był Pegaz Rangerem. Pojawił się w ostatnim odcinku wraz z Kazu, gdzie podczas odlotu Gokaigersów odzyskują swoje klucze i moce. Ei Hamura ponownie wcielił się w Shōjiego.
- Kazu (51) – dawniej był Kirin Rangerem. Pojawił się w ostatnim odcinku wraz z Shōjim, gdzie podczas odlotu Gokaigersów odzyskują swoje klucze i moce. Keisuke Tsuchiya ponownie wcielił się w Kazu.

### Postaci z poprzednich serii
- Mistrz Sza Fu (7)
- Toshizō Tanba (11-12)
- Nozomu Amachi (vs. Goseiger)
- Emiri Sanjō (29) – dawniej była nieoficjalnym wojownikiem zwanym Abare Różowym.
- Honami Moriyama (40)
- Shūichirō Amachi (50)
- Yūka Yamazaki (50)

## Zangyack
Kosmiczne Cesarstwo Zangyack (jap. 宇宙帝国ザンギャック Uchū Teikoku Zangyakku) to przeciwnicy Gokaigersów, którzy podejmują się drugiej próby podbicia Ziemi. Poprzednim razem zostali powstrzymani przez 34 drużyny Sentai, które poświęciły do tego swe moce. Przywódcą Zangyack jest Akudos Gil. Każdy z Gokaigersów ma do nich swój uraz osobisty - Wspaniały za zniszczenie jego planety oraz śmierć Aka Czerwonego, Joe za zabicie swojego kolegi i jego przemianę w bezdusznego robota, Luka, Doktorek i Ahim za zniszczenie ich planet, zaś Gai, jako Ziemianin chce pomścić swych idoli, którzy poświęcili moce dla uratowania Ziemi. Ich bazą w serialu jest statek zwany Gigantycznym Koniem (ギガントホース Giganto Hōsu, Gigant Horse). We wszystkich planetach należących do Zangyack funkcjonuje waluta zwana Zagin (1 Zagin = ok. 11 zł), w niej też są określone ceny za głowy Gokaigersów, Navi, Basco i Sally. Nazwa wywodzi się od słowa zangyaku (残虐) oznaczającego okrucieństwo.
- Walz Gil (ワルズ・ギル Waruzu Giru) - syn Akudosa, młody dowódca drugiej inwazji Zangyack na Ziemię. Chce zyskać szacunek u swego ojca i przestać być traktowanym jako głupi, płaczliwy i dziecinny nieudacznik. Walz jest w dodatku paranoikiem- po każdej porażce wpada w ogromną histerię, a także osobą małostkową- umie dokładnie potrafi wykryć, że brakuje odpowiedniej kwoty tylko jeśli waży dwa pliki banknotów w swych rękach. Ma niebieską krew (jest to nawiązanie do związku frazeologicznego oznaczającego kogoś z arystokratycznej rodziny). Nie lubi Damarasa, ponieważ wie, że został on wysłany przez jego ojca do sprawowania nad nim kontroli. W trakcie akcji serialu Walz dowiaduje się o Największym Skarbie Wszechświata. Ignorując polecenia Damarasa pojawia się na Ziemi z Barizorgiem ukazując się Gokaigersom. Zrozpaczony raną, jaką zadał mu Wspaniały, ucieka z powrotem na statek i każe zniszczyć piratów. Kiedy armia najeźdźców otrzymuje wielkiego robota zwanego Wielkim Walzem, młody książę zasiada za jego sterami i postanawia pokonać Gokaigersów. Po zniszczeniu Barizorga przez wojowników stają oni do walki Warzem ze swoim Ostatecznym Gokaiō. Pokonują robota, a Walz ginie w jego eksplozji. Po tym zdarzeniu ceny za głowy piątki Gokaigersów wzrosły, zaś cena Wspaniałego stała się nieograniczona. Jego imię oznacza ponad złem (悪過ぎる waru sugiru)

- Damaras (ダマラス Damarasu) - najsilniejszy i najzdolniejszy żołnierz Zangyack, zastępca dowódcy drugiej inwazji na Ziemię. Damaras został wysłany na Gigantycznego Konia z rozkazu Akudosa po to aby sprawował nadzór i opiekę nad nieudolnym synem cesarza- Walzem. Z racji swych umiejętności jest jedyną osobą, która może się sprzeciwić jego zamiarom. Damaras nie był pewny czy Walz ma jakiekolwiek zdolności dowódcze, jednak Akudos sądził, że druga inwazja będzie łatwiejsza, gdyż Ziemia utraciła swych obrońców. Gdy Zangyack dowiedziało się o Największym Skarbie Wszechświata, Damaras poradził Walzowi skupić się na zniszczeniu Gokaigersów, ale spotkał się ze sprzeciwem. Wtedy też postanowił w tajemnicy przed Walzem wysłać na Ziemię Basco ta Jolokię aby zlikwidował wojowników. Kiedy na statek przysłano Wielkiego Walza, Damaras uznał chęć Walza do bezpośredniej walki za niestosowną i także wtedy spotkał się z odmową. Po śmierci Walza i przybyciu Akudosa Damaras traci posadę na rzecz Dyrandoe, jednak pokazuje swe zdolności uciekając z karceru. Przyłącza do siebie Basco i omal co nie zabija Gokaigersów, pozostawiając przy życiu Doktorka (uznanego za słabeusza) i Wspaniałego (jako więźnia). Damaras chciał od razu zabić Wspaniałego, jednak Akudos nakazał jego publiczną egzekucję. Przed śmiercią Wspaniałego ratuje Doktorek, zaś Damaras zostaje zdradzony przez Basco, i następnie zniszczony przez Gokaigersów. Po powiększeniu się bez niczyjej pomocy stawia opór Gokaiō i Gōjūjinowi, jednak zostaje osłabiony przez moce Sekretów i zniszczony przez Ostatecznego Gokaiō. Jego imię pochodzi od słowa damaru (黙る) oznaczającego być cichym, co znajduje odzwierciedlenie w charakterze bohatera.

- Insarn (インサーン Insān) - szalona szefowa wydziału technicznego Zangyack. Tworzy broń i urządzenia dla dowódców polowych, a także powiększa ich do gigantycznych rozmiarów. Insarn rzadko pojawia się na Ziemi. Zakochała się w Kyōsuke Jinnai, co spotkało się ze sprzeciwem jej przyjaciela Jealousitto, którego później odrzuciła. Później zjawia się i walczy przeciw Gokaigersom i Hurricangersom, jednak zostaje pokonana. Rywalizowała ze stwórcą Barizorga- Zaienem i gdy przybył na statek myślała błędnie, że przybył po to by ją zastąpić. Zjawia się na Ziemi po raz kolejny w towarzystwie Walza i Barizorga by przegonić prezydenta Gaiark Babatcheeda. Po śmierci Walza Insarn zaczęła myśleć, że jest dla Akudosa niepotrzebna. Zbudowała robota zwanego Wielką Insarn i zaatakowała Gokaiō, jednak została pokonana i zmuszona do odwrotu katapultując się. Pod wpływem wściekłości walczy przeciw Gokaigersom i ostatecznie zostaje zniszczona za pomocą Gokai Galeon Bustera. Jej imię pochodzi od słowa insan (陰惨) oznaczającego smutek i rozpacz.

- Barizorg (バリゾーグ Barizōgu) - cyborg, osobisty ochroniarz Walza i praktycznie jedyna osoba, której on ufał. Odzywa się dosyć rzadko, zwykle mówi "Yes, Boss" potwierdzając przyjęcie rozkazu od Walza. Barizorg to tak naprawdę Sid Bamick (シド・バミック Shido Bamikku)- mentor i przyjaciel Joe, którego nauczył sztuki władania mieczem. Kiedy Joe został skazany na śmierć za odmowę zabicia podejrzanych dzieci, Sid uratował go od egzekucji, jednak niefortunnie został pokonany i uprowadzony. Wtedy też naukowiec Zangyack o imieniu Zaien przerobił całkowicie jego ciało, pozbawił go pamięci i jedyne, co w nim pozostało to jego zdolności szermiercze. Podczas pierwszej swej walki z Gokaigersami Barizorg wykonał charakterystyczną dla Sida pozę bojową, przez co został rozpoznany przez swego dawnego kompana. Joe postanowił przywrócić Sida do ludzkiej postaci, jednak kiedy okazało się, że było to niemożliwe, chłopak uznał, że wszystko zostało stracone. Dzięki pomocy Jō Ōhary, Joe doszedł do wniosku, że można przynajmniej ocalić duszę Sida jeśli nie da się tego zrobić z jego ciałem. Kiedy na Gigantycznego Konia został przewieziony robot Wielki Walz, Walz zwierzył się Barizorgowi, że zasiadając za sterami robota chce pokazać innym, że nie jest nieudacznikiem za jakiego był uważany. Barizorg był do końca wierny Walzowi, odciągnął Gokaigersów od gigantycznego robota i pojedynkował się z Joe, jednak doszło do remisu. Gdy Wielki Walz pokonał Gokaiō, Joe postanowił raz na zawsze rozprawić się z Barizorgiem i zniszczył go w pojedynku. Po ostatecznym wyłączeniu się Barizorga przed Joe pojawia się duch Sida, który mówi, że powinien czym prędzej pomóc reszcie i dotrzeć do Największego Skarbu Wszechświata. Joe zdecydował się pomścić przyjaciela i go ożywić. Jego imię jest zlepkiem słów barizōgon (罵詈雑言) oznaczającego oszczerstwo oraz cyborg.

- Akudos Gil (アクドス・ギル Akudosu Giru) - cesarz Zangyack, ojciec Walza, którego mianował dowódcą drugiej inwazji na Ziemię. Zlecił Damarasowi opiekę nad nim, gdyż zawsze uważał swojego syna za niezdarę i głupca. Kiedy Walz zginął, Akudos przybywa na Gigantycznego Konia, zajmuje miejsce syna i nakazuje aresztować Damarasa. Kiedy w walce z Gokaigersami ginie jeden z jego ochroniarzy Zatsurig, Akudos daje Damarasowi ostatnią szansę na zmazanie plamy na honorze i wysyła go na Ziemię by rozprawił się z piratami, jednak kiedy i ten ginie, cesarz postanawia wykorzystać Insarn do osłabienia Gokaigersów. Po jej śmierci Akudos rozkazuje całej flocie zaatakować Ziemię, jednak zostaje ona pokonana przez moce 34 drużyn Sentai. Wspaniały i Gai dopadają Akudosa i zrzucają go na Ziemię, gdzie w końcu go pokonują i niszczą za pomocą Gokai Galleon Bustera. Tak jak w przypadku jego syna, imię cesarza oznacza ponad złem.

- Dyrandoe (ダイランドー Dairandō)

- Gorminy (ゴーミン Gōmin)

- Zugorminy (ズゴーミン Zugōmin)

- Dogorminy (ドゴーミン Dogōmin)

### Dowódcy Polowi
- Shikabanen (シカバネン, 1) - pierwszy dowódca polowy Zangyack, z którym Gokaigersi walczyli. Został wysłany na Ziemię z armią Gorminów i Zugorminów i dokonywał rzezi na niewinnych ludziach. Kiedy miał zabić grupę przedszkolną został powstrzymany przez Wspaniałego i resztę, a następnie zniszczony przez Ostateczną Falę Gokaigersów.
- Bongan (ボンガン, 2) - dowódca polowy, który podpalał budynki i tłukł ludzi. Bonganowi próbował stawić opór młody chłopak, który ukradł Wspaniałemu Mobirate'a i Klucz Shinken Czerwonego i bezskutecznie walczył w przemienionej postaci. Został zniszczony przez Falę Ostateczną, jednak został następnie przez Zangyack powiększony jako pierwszy dowódca polowy. Gokaigersi ostatecznie zniszczyli Bongana za pomocą Gokai-Oh.
- Salamandam (サラマンダム Saramandamu, 3) - dowódca polowy wysłany by dokonać serii destrukcyjnych erupcji na Ziemi. Został pokonany przez przemienionych w Magirangersów Gokaigersów, a po powiększeniu zniszczony przez Magi Gokai-Oh.
- Zodomas (ゾドマス Zodomasu)
- Blamd (ブラムド Buramudo)
- Nanonanoda (ナノナノダ, 6) - dowódca polowy specjalizujący się w szpiegostwie i łamaniu zabezpieczeń. Został wysłany by przechwycić drzewo, które owocuje złotem, co spowodowałoby bezgraniczny i niewyczerpalny dochód Zangyack. Nanonanoda przypadkowo niszczy to drzewo podpalając budynek, w którym się znajduje, a następnie zostaje pokonany przez Gokaigersów. Po powiększeniu wyleciał w kosmos, jednak Gokaigersi ostatecznie zabijają go za pomocą Deka Gokai-Oh.
- Pachacamac Trzynasty (パチャカマック１３世 Pachakamakku Jūsansei, 7) - mistrz kosmicznego kenpō, syn Pachacamaca Dwunastego, który został wcześniej pokonany przez połączone siły Gekirangersów i Boukengersów. Został wysłany przez Zangyack by zniszczyć ludzi, jednak został powstrzymany przez wyszkolonych przez Jana Kandō w Jūken Ahim i Doktorka. Po zniszczeniu przez Falę Ostateczną Pachacamac Trzynasty został powiększony, jednak Gokaigersi zniszczyli go za pomocą Gokai-Oh i Sekretu Gekirangersów.
- Bracia Szpiedzy (スニークブラザーズ Sunīku Burazāzu, Sneak Brothers)
- Bowzer (バウザー Bauzā)
- Yocubaried (ヨクバリード Yokubarīdo)
- Deratwager (デラツエイガー Deratsueigā)
- Zaggai (ザッガイ)
- Jeloushitto (ジェラシット Jerashitto, 14, 24) - początkowo dowódca polowy, a następnie zdrajca Zangyack. Był zakochany w Insarn, jednak ta odrzucała go, a następnie zakochała się w Kyōsuke Jinnaiu, którego Jeloushitto miał porwać. Z wściekłości postanowił atakować ludzi, jednak Gokaigersi stawili mu opór. Po powiększeniu został pokonany przez Shinken Gokai-Oh, jednak przeżył, co spowodowało czyhanie Zangyack na jego życie. Jeloushitto został znaleziony w śmieciach i przygarnięty jako pomocnik przez sprzedawcę takoyaki, co nie spodobało się jego matce uprzedzonej do kosmitów. Jednak Jeloushitto gdy ocalił jej życie zakochała się w nim z wzajemnością, a następnie założyli gorące źródła.
- Almadon (アルマドン)
- Osogain (オソガイン, 18) - dowódca polowy wysłany przez Damarasa by przygotować strefę lądowania dla wojsk Zangyack. Został pokonany przez Gaia, a po powiększeniu przez nową maszynę Gokaigersów - Gōjūjina.
- Warlian (ウオーリアン Uōrian, 19) - dowódca polowy wyglądem przypominający zielony ludzki szkielet z rybim szkieletem zamiast lewej ręki. Warlian został wysłany do wysysania kości z ludzi, co powodowałoby, że nie mogliby wstać z ziemi. Został pokonany przez Gaia w Złotej Formie, a po powiększeniu zniszczony przez Gōjūjina.
- Stargle (スターグル Sutāguru, 22) - dowódca polowy przypominający rozgwiazdę. Został wysłany przez Warza by odnaleźć dwa kamienie, które spowodowałyby spadnięcie na Ziemię meteorytu. Został powiększony przed atakiem Gokaigersów, jednak ostatecznie zniszczyli oni Stargle'a za pomocą Shinken Gokai-Oh.
- Senden (センデン, 24) - wielogłowy dowódca polowy specjalizujący się w propagandzie. Został wysłany by przywrócić wolę walki Jeloushittowi, który zbliżył się do ludzi, jednak jego działania spowodowały kłopoty Sendena w misji, przez co zaczął atakować ludzi bazooką, ale został powstrzymany i pokonany przez Gokaigersów. Po powiększeniu ci niszczą Sendena za pomocą Shinken Gokai-Oh i Gōjūjina.
- Satarakura Junior (サタラクラJr. Satarakura Junia)
- Sundarl Junior (サンダールJr. Sandāru Junia)
- Regaeru (レガエル)
- Diarl (ダイヤール Daiyāru)
- Zaien (ザイエン, 30) - naukowiec Zangyack, rywal Insarn oraz osoba, która przemieniła Sida Bamicka w Barizorga. Został wysłany na Ziemię by porywać ludzi, których parametry byłyby wystarczające do cyborgizacji i stworzenia armii Barizorgów. Kiedy Joe dowiedział się o historii Jō Ōhary, który również nie mógł uratować swoich przyjaciół od sił zła, postanowił powstrzymać Zaiena. Naukowiec został pokonany przez przemienionych w Livemanów Gokaigersów, a po powiększeniu niszczą go Hurricane Gokai-Oh i Gōjūjin.
- Shieldon (シールドン Shīrudon)
- Zacurea (ザキュラ Zakyura)
- Vannain (ヴァンナイン)
- Zatsurig (ザツリグ Zatsurigu)
- Bibaboo (ビバブー Bibabū)
- Juju (ジュジュ)

### Roboty i maszyny
- Gigantyczny Koń (ギガントホース Giganto Hōsu, Gigant Horse)
- Wielki Warz (グレートワルズ Gurēto Waruzu, Great Warz)
- Wielka Insarn (グレートインサーン Gurēto Insān, Great Insarn)

## Załoga Wolnego Błazna
- Basco ta Jolokia (バスコ・タ・ジョロキア Basuko ta Jorokia)

- Sally (サリー Sarī)

## Odcinki
1. Przybycie kosmicznych piratów (宇宙海賊現る Uchū kaizoku arawaru, wyemitowano 13 lutego 2011)
2. Wartość tej planety (この星の価値 Kono hoshi no kachi, wyemitowano 20 lutego 2011)
3. Zmień odwagę w magię - Maagi Magi Gou Gokai (勇気を魔法に変えて～マージ・マジ・ゴー・ゴーカイ～ Yūki o Mahō ni Kaete ~Māji Maji Gō Gōkai~, wyemitowano 27 lutego 2011)
4. Po co są przyjaciele? (何のための仲間 Nan no tame no nakama, wyemitowano 6 marca 2011)
5. Sąd piratów (ジャッジメント･パイレーツ Jajjimento Pairētsu, wyemitowano 20 marca 2011)
6. Najważniejsza rzecz (一番大事なもの Ichiban daiji na mono, wyemitowano 27 marca 2011)
7. Niki-niki! Lekcja kenpo (ニキニキ！拳法修行 Niki-niki! Kenpō shugyō, wyemitowano 3 kwietnia 2011)
8. Taktyki szpiega (スパイ小作戦 Supai Shōsakusen, wyemitowano 10 kwietnia 2011)
9. Pędzący lew (獅子、走る Shishi, kakeru, wyemitowano 17 kwietnia 2011)
10. Gra w karty (トランプ勝負 Toranpu shōbu, wyemitowano 24 kwietnia 2011)
11. Bunt prawdziwych mieczy (真剣大騒動 Shinken Ōsōdō, wyemitowano 1 maja 2011)
12. Gwarancja okazałego samuraja (極付派手な侍 Kiwametsuki hade na samurai, wyemitowany 8 maja 2011)
13. Wskaż mi drogę (道を教えて Michi o oshiete, wyemitowany 15 maja 2011)
14. Dla bezpieczeństwa dróg (いまも交通安全 Ima mo Kōtsū Anzen, wyemitowany 22 maja 2011)
15. Przybycie najemnika (私掠船現る Shinryakusen arawaru, wyemitowany 29 maja 2011)
16. Sentai kontra Sentai (激突！戦隊VS戦隊 Gekitotsu! Sentai Bāsasu Sentai, wyemitowany 5 czerwca 2011)
17. Wspaniały Srebrny Wojownik (凄い銀色の男 Sugoi gin'iro no otoko, wyemitowany 12 czerwca 2011)
18. Wielka wściekłość Dinozaura-Robota-Wiertła (恐竜ロボットドリルで大アバレ Kyōryū robotto doriru de ō abare, wyemitowany 26 czerwca 2011)
19. Zbroja piętnastu wojowników (15戦士の鎧 Jūgo senshi no yoroi, wyemitowany 3 lipca 2011)
20. Zaginiony las (迷いの森 Mayoi no mori, wyemitowany 10 lipca 2011)
21. Serce podróżnika (冒険者の心 Bōkensha no kokoro, wyemitowany 17 lipca 2011)
22. Obietnica spadającej gwiazdy (星降る約束 Hoshi furu yakusoku, wyemitowany 24 lipca 2011
23. Ludzkie istnienie jest przyszłością Ziemi (人の命は地球の未来 Hito no inochi wa Chikyū no mirai, wyemitowany 31 lipca 2011)
24. Głupi Ziemianie (愚かな地球人 Oroka na Chikyūjin, wyemitowany 7 sierpnia 2011)
25. Piraci i ninja (海賊とニンジャ Kaizoku to ninja, wyemitowany 14 sierpnia 2011)
26. Shushutto The Special (シュシュッとTHE SPECIAL Shushutto Zā Supesharu, wyemitowany 21 sierpnia 2011)
27. Więcej Gokai Przemian niż zwykle (いつもより豪快なチェンジ Itsumo yori gōkai na chenji, wyemitowany 28 sierpnia 2011)
28. Wieczne skrzydła (翼は永遠に Tsubasa wa eien ni, wyemitowano 4 września 2011)
29. Wściekłe, szybkozmienne, nowe połączenie (アバレ七変化で新合体 Abare shichihenge de shin gattai, wyemitowano 11 września 2011)
30. Dusza przyjaciela (友の魂だけでも Tomo no tamashii dake demo, wyemitowano 18 września 2011)
31. Zderzenie! Tajna operacja (衝撃!!秘密作戦 Shōgeki! Himitsu sakusen, wyemitowano 25 września 2011)
32. Zjednoczona moc (力を一つに Chikara o hitotsu ni, wyemitowano 2 października 2011)
33. OTO BOHATEEER!!! (ヒーローだァァッ!! Hīrō daaa!!, wyemitowano 9 października 2011)
34. Marzenie się spełniło (夢を叶えて Yume o kanaete, wyemitowano 16 października 2011)
35. Inny wymiar (次元ノムコウ Jigen no mukō, wyemitowano 23 października 2011)
36. Piraci-wspólnicy (相棒カイゾク Aibō kaizoku, wyemitowano 30 października 2011)
37. Najsilniejsza maszyna wojenna (最強の決戦機 Saikyō no kessenki, wyemitowano 6 listopada 2011)
38. Siła spełnienia marzeń (夢を掴む力 Yume o tsukamu chikara, wyemitowano 13 listopada 2011)
39. Czemu jesteśmy w liceum? (どうして？俺たち高校生 Dōshite? Oretachi kōkōsei?, wyemitowano 20 listopada 2011)
40. Przyszłość jest w przeszłości (未来は過去に Mirai wa kako ni, wyemitowano 27 listopada 2011)
41. Coś, czego nie chcę stracić (なくしたくないもの Nakushitakunai mono, wyemitowano 4 grudnia 2011)
42. Najsilniejszy człowiek w kosmosie (宇宙最強の男 Uchū saikyō no otoko, wyemitowano 11 grudnia 2011)
43. Legendarny bohater (伝説の勇者に Densetsu no yūsha ni, wyemitowano 18 grudnia 2011)
44. Wspaniała Wigilia (素敵な聖夜 Suteki na seiya, wyemitowano 25 grudnia 2011)
45. Zakłopotany ninja (慌てん坊忍者 Awatenbō ninja, wyemitowano 8 stycznia 2012)
46. Przynależność bohaterów (ヒーロー合格 Hīrō gōkaku, wyemitowano 15 stycznia 2012)
47. Skutek zdrady (裏切りの果て Uragiri no hate, wyemitowano 22 stycznia 2012)
48. Pojedynek przeznaczenia (宿命の対決 Shukumei no shōbu, wyemitowano 29 stycznia 2012)
49. Największy Skarb Wszechświata (宇宙最大の宝 Uchū saidai no takara, wyemitowano 5 lutego 2012)
50. Dzień ostatecznej bitwy (決戦の日 Kessen no hi, wyemitowano 12 lutego 2012)
51. Żegnajcie, kosmiczni piraci (さよなら宇宙海賊 Sayonara uchū kaizoku, wyemitowano 19 lutego 2012)

## Muzyka
Opening
- „Kaizoku Sentai Gokaiger” (jap. 海賊戦隊ゴーカイジャー Kaizoku Sentai Gōkaijā)

Słowa: Yuho Iwasato
Kompozycja: Yūsuke Mochida
Aranżacja: Project.R (Hiroaki Kagoshima)
Wykonanie: Tsuyoshi Matsubara (Project.R) i Young Fresh (Project.R)
Ending
- „Super Sentai Hero Getter” (jap. スーパー戦隊 ヒーローゲッター Sūpā Sentai Hīrō Gettā)

Słowa: Shōko Fujibayashi & Naruhisa Arakawa
Kompozycja: Kenichiro Ōishi
Aranżacja: Project.R (Kenichirō Ōishi)
Wykonanie: Project.R

## Obsada
- Kapitan Wspaniały/Gokai Czerwony: Ryōta Ozawa
- Joe Gibken/Gokai Niebieski: Yuki Yamada
- Luka Millfy/Gokai Żółty: Mao Ichimichi
- Don Dogoiyer/Gokai Zielony: Kazuki Shimizu
- Ahim de Famille/Gokai Różowy: Yui Koike
- Gai Ikari/Gokai Srebrny: Jun'ya Ikeda
- Basco ta Jolokia: Kei Hosogai
- Navi: Yukari Tamura (głos)
- Warz Gil: Hirofumi Nojima (głos)
- Damaras: Kōji Ishii (głos)
- Insarn: Kikuko Inoue (głos)
- Barizorg/Sid Bamick: Gaku Shindo (głos i ludzka postać)
- Dyrandoe: Masashi Ebara (głos)
- Akudos Gil: Shinji Ogawa (głos)
- Narrator: Tomokazu Seki